# Хуг, Майя
Майя Хуг (в замужестве — Рейнхарт; нем. Maya Hug (Reinhart); 5 апреля 1928, Цюрих — 26 апреля 2023, Винтертур, Цюрих) — швейцарская фигуристка, выступавшая в одиночном разряде. Участница зимних Олимпийских игр 1948 года.

## Биография
Майя Хуг родилась 5 апреля 1928 года в швейцарском городе Цюрих.
Выступала в соревнованиях по фигурному катанию за спортивный клуб «Санкт-Мориц». В 1945—1950 годах шесть раз подряд выигрывала чемпионат Швейцарии в одиночном разряде. Это достижение было высшим до 2008 года, когда седьмой титул завоевала Сара Майер.
В 1947 году заняла 8-е место на чемпионате Европы в Давосе.
В 1948 году вошла в состав сборной Швейцарии на зимних Олимпийских играх в Санкт-Морице. В одиночном разряде заняла 15-е место, набрав 1273,7 балла и уступив 194 балла завоевавшей золото Барбаре Энн Скотт из Канады.
В том же году заняла 14-е место на чемпионате мира в Давосе.
Вскоре после победы на чемпионате Швейцарии 1950 года завершила карьеру.
Умерла 26 апреля 2023 года в швейцарском городе Винтертур.